# Seia
Seia é uma cidade portuguesa do distrito da Guarda, situada na província da Beira Alta, região do Centro (Região das Beiras) e sub-região da Serra da Estrela, com 5 132 habitantes (2021).
É a segunda maior cidade do distrito da Guarda, pertence à Comunidade Intermunicipal das Beiras e Serra da Estrela e fica sensivelmente equidistante entre as cidades da Guarda e Viseu.
É sede do município de Seia com 435,69 km² de área e 24 702 habitantes (2011), subdividido em 21 freguesias.
O município de Seia é, juntamente com os da Covilhã e Manteigas, um dos municípios que partilham a Torre (Serra da Estrela), o ponto mais elevado de Portugal Continental e o segundo ponto mais alto do país, apenas atrás da Montanha do Pico, nos Açores.

## Geografia
O município é limitado a norte pelos municípios de Nelas e Mangualde, a nordeste por Gouveia, a leste por Manteigas, a sueste pela Covilhã, a sudoeste por Arganil e a oeste por Oliveira do Hospital. Neste município está localizado o ponto mais alto de Portugal continental, a Torre, na Serra da Estrela, com 1 993 m de altitude. O município de Seia abrange uma grande parte da Serra da Estrela e é também o único de Portugal onde existe uma estância de esqui natural, a Estância de Esqui da Serra da Estrela, localizada dentro dos limites da freguesia de Loriga.
Situada na vertente ocidental da serra da Estrela, a cidade de Seia fica a 550 m de altitude. O clima do município é temperado, com temperaturas moderadas no Verão e frio no Inverno, com temperaturas muito baixas e ocorrências de neve, por vezes abundantes, nas partes mais elevadas da Serra da Estrela. Quanto ao regime de precipitações, há uma pequena estação seca, que compreende os meses de Verão de Julho e Agosto.
Dista 98 km de Coimbra, 67 km da Guarda, 45 km de Viseu, 298 km de Lisboa e, 163 km do Porto. É servida principalmente pela Nacional 17 e Nacional 231, que permitem uma ligação à A25, A24 e IP3.
A barragem da lagoa Comprida, construída a partir de uma lagoa natural, constitui o principal reservatório de água da serra da Estrela. É a maior das lagoas do maciço superior e o seu potencial hidroelétrico elevado levou à construção da barragem em 1911, sendo uma das primeiras obras de engenharia desta natureza levadas a cabo em Portugal.

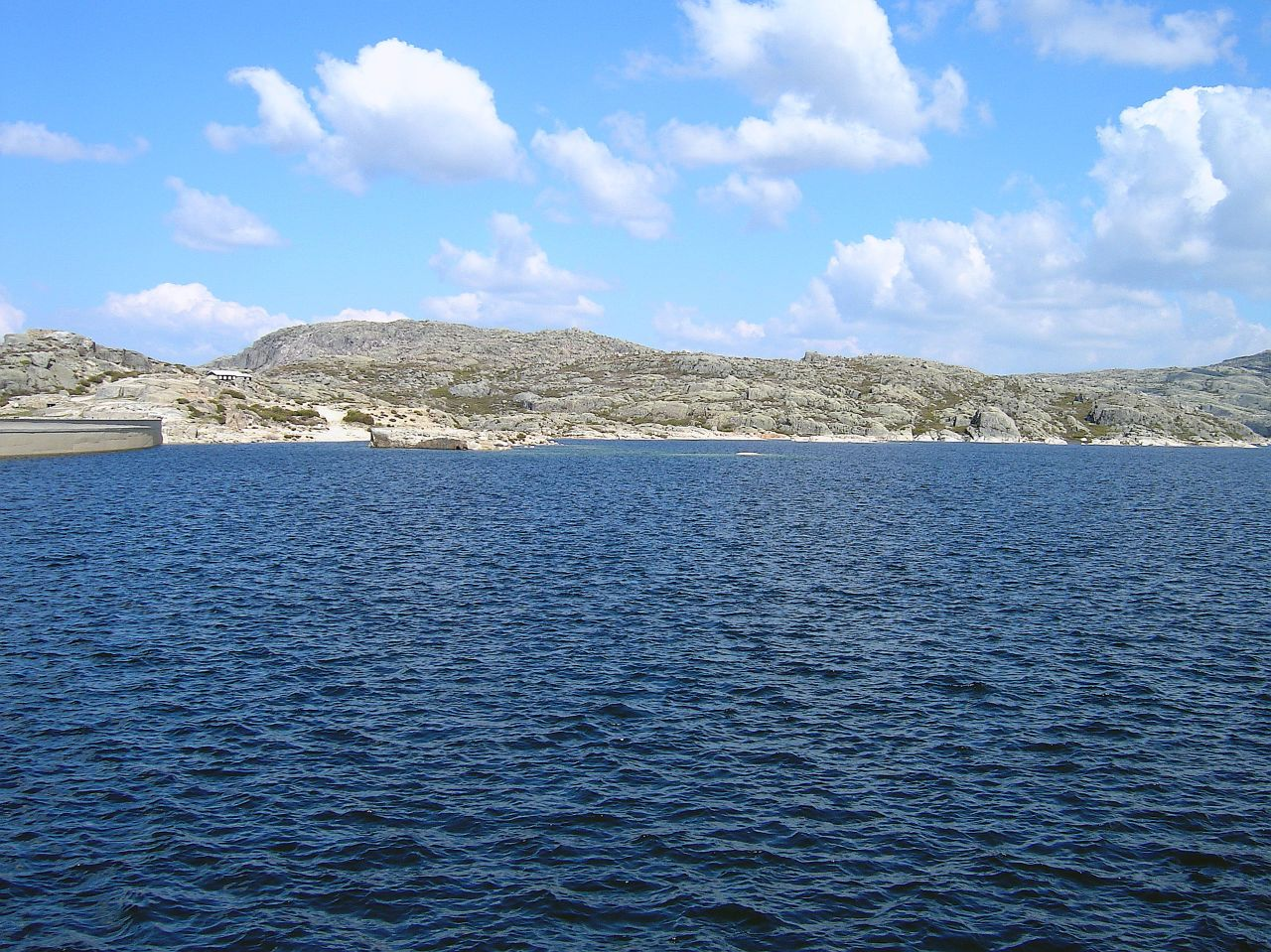
Lagoa Comprida, na Serra da Estrela, no município de Seia

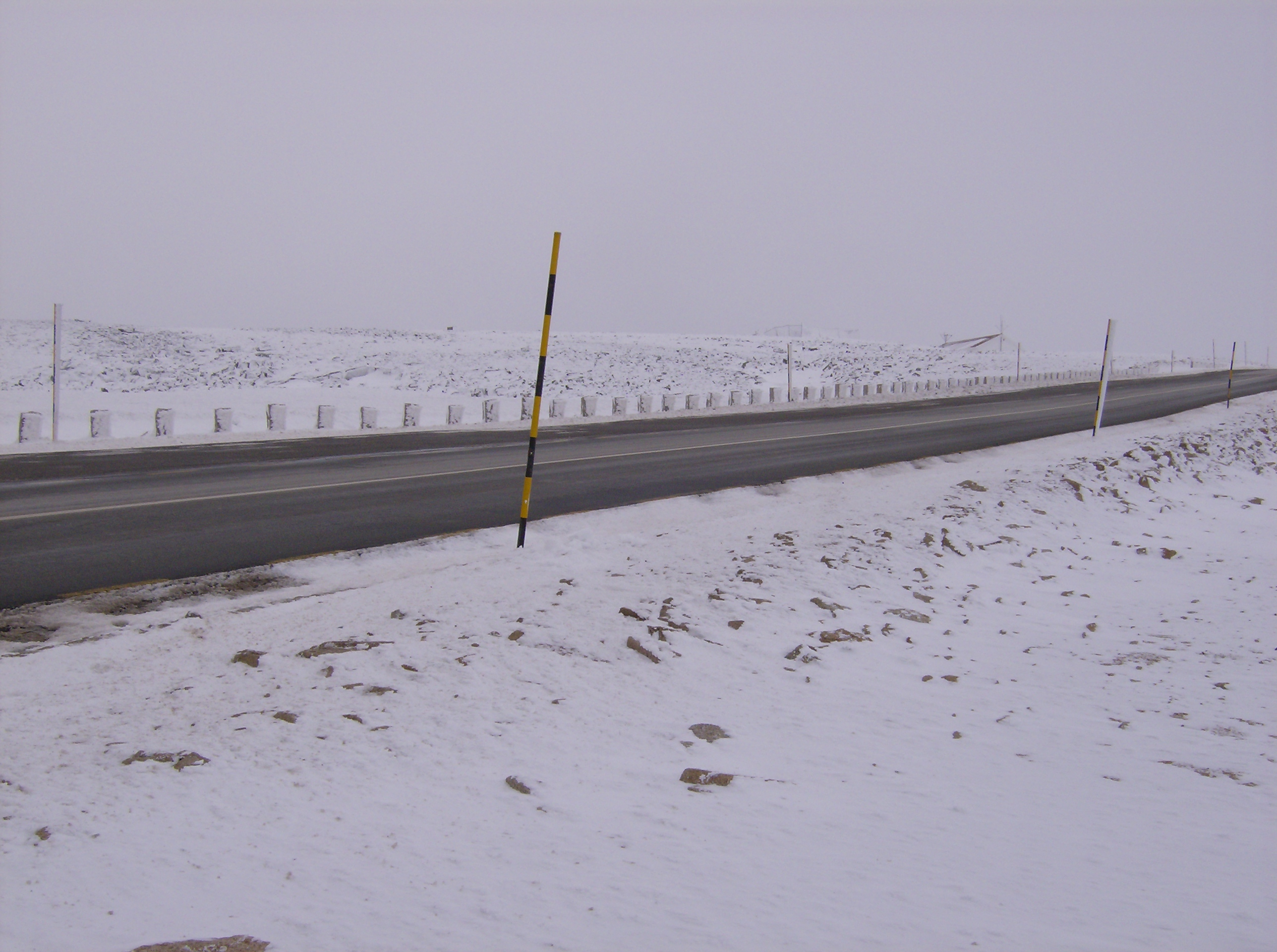
Estrada próxima à Torre, na Serra da Estrela

## História
A primitiva ocupação humana do local da actual Seia remonta à época pré-romana, quando da fundação de uma povoação pelos Túrdulos, por volta do século IV a.C., denominada como Senna. Os Túrdulos edificaram um castro no lugar de Nogueira, entre os montes de Santana e de Carvalha do Outeiro. Defendiam-no estrategicamente três castros, mais pequenos, um em S. Romão, outro em Crestelo e o terceiro na actual Seia. Existem ainda restos de castros em Travancinha, Loriga e S. Romão.
Quando a se verificou a Invasão romana da Península Ibérica, os Lusitanos fizeram da serra, então chamada Montes Hermínios, o seu quartel-general, que se tornou um forte obstáculo para os invasores. Isto não impediu, no entanto, que o general Galba massacrasse 30 000 montanheses lusitanos.
Quando os romanos se tornaram senhores do terreno, transformaram então o castro ibérico de Nogueira na romana "Civitas Sena", que foi fortificada , quando passou a constituir em um ópido com o mesmo nome. Foi posteriormente ocupada por Visigodos e por Muçulmanos, este últimos a partir do século VIII.
O rei visigodo Vamba terá fixado os limites da diocese de Egitânia até aos domínios da cidade de Sena.
À época da Reconquista cristã da Península Ibérica, a povoação foi definitivamente conquistada aos mouros por Fernando Magno (1055), que determinou edificar (ou reedificar) a sua fortificação. Sobre este episódio, a crónica do monge Silas relata a violência do ataque e como os cristãos colocaram em fuga desordenada os ocupantes do Ópido Sena, em direcção à Ópido Visense (atual Viseu).
A importância de Seia é atestada no texto do foral de Talavares, passado por D. Teresa de Leão, condessa de Portugal, onde se refere: "D. Tarasia regnante in Portucale, Colimbria, Viseu et Sena […]" ("D. Teresa, que reina em Portugal, Coimbra, Viseu e Seia (…)")
À época da formação da nacionalidade portuguesa, Bermudo Peres, cunhado de D. Teresa, iniciou uma revolta no Castelo de Seia. Não teve sucesso, uma vez que o infante D. Afonso Henriques (1112–1185), tendo disto tido conhecimento, foi ao encontro dele com as suas forças e expulsou-o do castelo (1131) (Crónica dos Godos, Era de 1169). D. Afonso Henriques, no ano seguinte, fez a doação dos domínios de Seia e seu castelo ao seu valido João Viegas em reconhecimento por serviços prestados (1132). Poucos anos mais tarde, o soberano passou o primeiro foral à povoação em 1136, designando-a por Civitatem Senam. Entre os privilégios então concedidos, destacam-se.
"Eu, infante Afonso Henriques, filho de D. Henrique, aprouve-me por boa paz de fazer este escrito de firmeza e estabilidade que firmo pelos séculos sem fim. A vós, habitantes da cidade de Seia, concedo que tenhais costumes muito melhores do que tivestes até aqui e isto tanto para vós como para os vossos filhos e toda a vossa descendência. E os homens de Seia que pagam jugada que não vão ao fossado nem ao moinho obrigados pelo senhor. E que nenhum venda o seu cavalo ou mula ou asno ou égua ou bens ao senhor da terra sem querer. Se um homem de Seia for mercar, se não for mais de duas vezes, não pague portagem."
Outros forais se seguiram como o de D. Afonso II, em Dezembro de 1217, o de D. Duarte, em Dezembro de 1433, o de D. Afonso V, em Agosto de 1479, e, finalmente, o de D. Manuel I, em 1 de Junho de 1510.
A cidade recebeu novos forais sob os reinados de Afonso II de Portugal (Dezembro de 1217), de Duarte I de Portugal (Dezembro de 1433), de Afonso V de Portugal (Agosto de 1479) e, finalmente, "Foral Novo" de Manuel I de Portugal (1 de Junho de 1510.
Em 1571, sob o reinado de Sebastião I de Portugal, foi fundada a Santa Casa de Misericórdia de Seia.
No contexto da Restauração da Independência, em 1640, os moradores de Seia mandaram forjar a espada que D. Mariana de Lencastre, viúva de D. Luís da Silva, 2° alcaide-mor de Seia, entregou aos seus filhos na vigília de sexta-feira para sábado, 12 de Dezembro.
Foi em Seia que se realizou o último comício republicano antes da Implantação da República Portuguesa em 1910. Este comício teve lugar no dia 25 de Setembro e foi presidido por Afonso Costa.

## População
| Número de habitantes *                   | Número de habitantes * | Número de habitantes * | Número de habitantes * | Número de habitantes * | Número de habitantes * | Número de habitantes * | Número de habitantes * | Número de habitantes * | Número de habitantes * | Número de habitantes * | Número de habitantes * | Número de habitantes * | Número de habitantes * | Número de habitantes * | Número de habitantes * |
| ---------------------------------------- | ---------------------- | ---------------------- | ---------------------- | ---------------------- | ---------------------- | ---------------------- | ---------------------- | ---------------------- | ---------------------- | ---------------------- | ---------------------- | ---------------------- | ---------------------- | ---------------------- | ---------------------- |
| 1864                                     | 1878                   | 1890                   | 1900                   | 1911                   | 1920                   | 1930                   | 1940                   | 1950                   | 1960                   | 1970                   | 1981                   | 1991                   | 2001                   | 2011                   | 2021                   |
| 27 236                                   | 29 274                 | 30 640                 | 31 929                 | 33 154                 | 32 684                 | 31 281                 | 34 392                 | 35 962                 | 34 436                 | 31 874                 | 31 352                 | 30 362                 | 28 144                 | 24 702                 | 21 755                 |
| Número de habitantes por Grupo Etário ** |                        |                        |                        |                        |                        |                        |                        |                        |                        |                        |                        |                        |                        |                        |                        |
|                                          |                        |                        | 1900                   | 1911                   | 1920                   | 1930                   | 1940                   | 1950                   | 1960                   | 1970                   | 1981                   | 1991                   | 2001                   | 2011                   | 2021                   |
| 0–14 Anos                                | 0–14 Anos              | 0–14 Anos              | 11 195                 | 11 825                 | 11 471                 | 11 309                 | 11 221                 | 11 577                 | 10 824                 | 8 860                  | 7 815                  | 6 081                  | 3 930                  | 2 761                  | 2 077                  |
| 15–24 Anos                               | 15–24 Anos             | 15–24 Anos             | 5 678                  | 5 680                  | 5 489                  | 6 336                  | 6 040                  | 5 764                  | 5 630                  | 5 070                  | 5 216                  | 4 547                  | 3 967                  | 2 474                  | 1 796                  |
| 25–64 Anos                               | 25–64 Anos             | 25–64 Anos             | 12 097                 | 12 667                 | 12 602                 | 12 935                 | 14 057                 | 15 009                 | 14 501                 | 13 605                 | 13 865                 | 14 496                 | 14 311                 | 12 989                 | 10 382                 |
| = ou > 65 Anos                           | = ou > 65 Anos         | = ou > 65 Anos         | 1 896                  | 2 192                  | 2 122                  | 2 521                  | 2 721                  | 3 213                  | 3 481                  | 3 720                  | 4 456                  | 5 238                  | 5 936                  | 6 478                  | 7 500                  |

- Número de habitantes "residentes", ou seja, que tinham a residência oficial neste município à data em que os censos  se realizaram.

- - De 1900 a 1950 os dados referem-se à população "de facto", ou seja, que estava presente no município à data em que os censos se realizaram. Daí que se registem algumas diferenças relativamente à designada população residente

## Economia
No que concerne aos setores de atividade e ao emprego, o setor de atividade com mais expressão é o setor terciário. No entanto, não devemos esquecer a forte tradição industrial no município, principalmente no que diz respeito aos têxteis, e à distribuição de energia elétrica.
A produção de queijo é também muito importante no município, que produz queijo Serra da Estrela DOP, queijo artesanal e de produção industrial. Existem 64 produtores, sendo alguns produtores de leite,  gerando volumes de facturação anual perto dos 10 milhões de euros.
Devido à sua localização privilegiada, na vertente ocidental da serra da Estrela, a cidade de Seia é uma das suas entradas naturais e, por isso, um centro turístico de interesse, visitada anualmente por milhares de forasteiros. Possui instalações hoteleiras modernas, estabelecimentos de restauração e lojas locais que são uma grande atração turística para aqueles que procuram produtos regionais. 
Actualmente encontra-se em expansão o parque industrial da Vila Chã, que irá incentivar o crescimento económico da região.

## Cultura
- Museu do Pão: museu privado, abriu ao público a 26 de setembro de 2002 e dispõe de quatro salas expositivas sobre "O Ciclo do Pão", "O Pão Político, Social e Religioso", "A Arte do Pão" e a "Ala Temática e Pedagógica - O Mundo Fantástico do Pão".
- Museu do Brinquedo: museu municipal que apresenta uma colectânea de cerca de 8000 brinquedos de Portugal e do mundo, do passado ao presente.
- Museu Natural da Electricidade: museu municipal que resultou  do aproveitamento de um edifício de importância regional e nacional, a Central Hidroeléctrica da Serra da Estrela na Senhora do Desterro que, em situação de inatividade, foi transformada num núcleo museológico que conservou a sua estrutura, exterior e interior.
- CISE - Centro de Interpretação da Serra da Estrela
- Centro Interpretativo de Seia e seu Centro Histórico: espaço museológico da Santa Casa da Misericórdia dedicado à história d núcleo mais antigo da cidade de Seia.
- Museu Etnográfico do Rancho Folclórico de Seia, na Rua da Cainha (visita sob marcação)[13]

## Património
Os elementos de interesse arquitetónico que se podem destacar no município são, sobretudo, solares, capelas e igrejas. Exemplos disso são o Solar de São Julião, em Paranhos da Beira, a Capela de S. Pedro, em Seia ou a Igreja da Misericórdia também em Seia.
- Casa da Cerca de Santa Rita e capela anexa
- Solar dos Botelhos
- Casa das Obras
- Fonte das Quatro Bicas
- Fonte das Casa das Obras
- Capela de São Pedro
- Capela do Senhor do Calvário
- Igreja Matriz de Seia
- Igreja da Misericórdia e Casa do Despacho
- Estalagem de Seia
- Padrão centenário
- Pelourinho
- Antiga Casa da Família Miranda Brandão
- Capela de São João
- Casa Manuelina da Praça da República / PNSE
- Casa das Artes e Colégio de Música
- Edifício dos Correios
- Edifício Santander

## Estruturas Sociais e Equipamentos
Possui um conjunto valioso de equipamento colectivo, do qual se salientam:
- Centro de Interpretação da Serra da Estrela;
- Hospital (o Hospital Nossa Senhora da Assunção de Seia [14] é também chamado de Hospital de Seia ou Hospital Distrital de Seia [15] - apesar do nome, serve apenas o município de Seia, Gouveia e Fornos de Algodres na parte de internamentos.)
- Centro de Saúde;
- Farmácias;
- Casa Municipal da Cultura (Cine-Teatro, Galerias);
- Arquivo Municipal;
- Biblioteca Municipal;
- Ludoteca Municipal;
- Escola Superior de Turismo e Hotelaria do Instituto Politécnico da Guarda;
- Escola do Ensino Especializado Artístico de Música;
- Escola Secundária;
- Escola Profissional;
- Escolas Preparatórias;
- Centro Escolar de Seia;
- Creches;
- Centro para terceira idade;
- Quartel de bombeiros;
- Quartel GNR;
- Estádio municipal com 8 pistas de atletismo;
- Anfiteatro municipal;
- Piscina e pavilhão gimnodesportivo;
- Aeródromo de aviação civil e combate a incêndios;
- Mercado municipal;
- Centro de Formação Profissional;
- Centro de Recuperação de crianças deficientes;
- Agências bancárias;
- Sede do gabinete de Arquitectura do Parque Natural da Serra da Estrela;
- Casa do Povo;
- Parque Industrial;
- Correios;
- Tribunal (Comarca);
- Repartição de finanças;
- Supermercados;
- Museus: Museu do Pão; Museu do Brinquedo; Museu Natural da Electricidade;
- Centro de grupo de rede telefónica (rede de Seia);
- Centro de Distribuição de energia Eléctrica (EDP);
- Sede de agrupamento de concelho (GAT).

## Freguesias

Freguesias do município de Seia.

O município de Seia está dividido em 21 freguesias:
| - Alvoco da Serra - Carragozela e Várzea de Meruge - Girabolhos - Loriga - Paranhos da Beira - Pinhanços - Sabugueiro - Sameice e Santa Eulália - Sandomil - Santa Comba - Santa Marinha e São Martinho | - Santiago - Sazes da Beira - Seia, São Romão e Lapa dos Dinheiros - Teixeira - Torrozelo e Folhadosa - Tourais e Lajes - Travancinha - Valezim - Vide e Cabeça - Vila Cova à Coelheira |

## Política

### Eleições autárquicas[16]
| Data | %     | V     | %       | V       | %        | V        | %              | V            | %              | V    | %              | V         | %              | V  | %    | V   | %              | V   | %   | V   | %       | V       | %   | V   | %  | V  | Participação |                |
| Data | PS    | PS    | CDS-PP  | CDS-PP  | PPD/ PSD | PPD/ PSD | FEPU/APU/CDU   | FEPU/APU/CDU | GDUP           | GDUP | PCP (m-l)      | PCP (m-l) | AD             | AD | UDP  | UDP | PRD            | PRD | PDC | PDC | PSD-CDS | PSD-CDS | GCE | GCE | CH | CH | Participação |                |
| ---- | ----- | ----- | ------- | ------- | -------- | -------- | -------------- | ------------ | -------------- | ---- | -------------- | --------- | -------------- | -- | ---- | --- | -------------- | --- | --- | --- | ------- | ------- | --- | --- | -- | -- | ------------ | -------------- |
| Data | 1976  | 29,36 | 3       | 28,60   | 2        | 27,31    | 2              | 4,91         | -              | 1,68 | -              | 1,17      | -              |    |      |     |                |     |     |     |         |         |     |     |    |    |              | 62,19 / 100,00 |
| 1979 | 56,49 | 4     | AD      | AD      | AD       | AD       | 3,55           | -            |                |      |                |           | 36,38          | 3  | 0,98 | -   | 77,47 / 100,00 |     |     |     |         |         |     |     |    |    |              |                |
| 1982 | 56,37 | 4     | AD      | AD      | AD       | AD       | 5,48           | -            | 33,61          | 3    |                |           | 68,62 / 100,00 |    |      |     |                |     |     |     |         |         |     |     |    |    |              |                |
| 1985 | 51,42 | 4     |         |         | 34,69    | 3        | 7,47           | -            |                |      | 2,93           | -         | 65,35 / 100,00 |    |      |     |                |     |     |     |         |         |     |     |    |    |              |                |
| 1989 | 34,68 | 3     | 20,09   | 1       | 35,01    | 3        | 5,72           | -            |                |      | 1,01           | -         | 68,26 / 100,00 |    |      |     |                |     |     |     |         |         |     |     |    |    |              |                |
| 1993 | 48,85 | 4     | 5,02    | -       | 37,53    | 3        | 4,56           | -            |                |      | 67,26 / 100,00 |           |                |    |      |     |                |     |     |     |         |         |     |     |    |    |              |                |
| 1997 | 64,92 | 5     | 3,44    | -       | 23,14    | 2        | 4,12           | -            | 62,52 / 100,00 |      |                |           |                |    |      |     |                |     |     |     |         |         |     |     |    |    |              |                |
| 2001 | 58,98 | 5     |         |         | 29,67    | 2        | 6,07           | -            | 62,36 / 100,00 |      |                |           |                |    |      |     |                |     |     |     |         |         |     |     |    |    |              |                |
| 2005 | 62,91 | 5     | 27,00   | 2       | 5,47     | -        | 64,88 / 100,00 |              |                |      |                |           |                |    |      |     |                |     |     |     |         |         |     |     |    |    |              |                |
| 2009 | 52,19 | 4     | PPD/PSD | PPD/PSD | CDS-PP   | CDS-PP   | 5,66           | -            | 38,44          | 3    | 62,73 / 100,00 |           |                |    |      |     |                |     |     |     |         |         |     |     |    |    |              |                |
| 2013 | 55,65 | 5     | PPD/PSD | PPD/PSD | CDS-PP   | CDS-PP   | 7,25           | -            | 28,90          | 2    | 56,59 / 100,00 |           |                |    |      |     |                |     |     |     |         |         |     |     |    |    |              |                |
| 2017 | 52,35 | 5     | 3,11    | -       | 17,23    | 1        | 4,90           | -            |                |      | 15,37          | 1         | 59,94 / 100,00 |    |      |     |                |     |     |     |         |         |     |     |    |    |              |                |
| 2021 | 43,68 | 4     |         |         | 24,59    | 2        | 3,39           | -            | 17,75          | 1    | 5,58           | -         | 60,59 / 100,00 |    |      |     |                |     |     |     |         |         |     |     |    |    |              |                |

### Eleições legislativas
| Data | %     | %     | %     | %    | %     | %     | %        | %     | %    | %     | %    | %   | %       | % | %  | %  |
| Data | PSD   | PS    | CDS   | PCP  | UDP   | AD    | APU/ CDU | FRS   | PRD  | PSN   | B.E. | PAN | PSD CDS | L | CH | IL |
| ---- | ----- | ----- | ----- | ---- | ----- | ----- | -------- | ----- | ---- | ----- | ---- | --- | ------- | - | -- | -- |
| 1976 | 30,72 | 30,60 | 24,09 | 3,02 | 0,86  |       |          |       |      |       |      |     |         |   |    |    |
| 1979 | AD    | 35,63 | AD    | APU  | 0,82  | 49,75 | 7,07     |       |      |       |      |     |         |   |    |    |
| 1980 | AD    | FRS   | AD    | APU  | 0,73  | 51,13 | 6,11     | 35,57 |      |       |      |     |         |   |    |    |
| 1983 | 30,24 | 41,28 | 14,97 | APU  | 0,28  |       | 8,09     |       |      |       |      |     |         |   |    |    |
| 1985 | 30,84 | 27,80 | 13,38 | APU  | 0,78  | 8,69  | 13,24    |       |      |       |      |     |         |   |    |    |
| 1987 | 51,88 | 28,57 | 4,32  | CDU  | 0,30  | 6,59  | 2,89     |       |      |       |      |     |         |   |    |    |
| 1991 | 55,61 | 31,21 | 3,64  | CDU  |       | 3,71  | 0,60     | 1,10  |      |       |      |     |         |   |    |    |
| 1995 | 37,10 | 48,81 | 7,29  | CDU  | 0,30  | 3,27  |          | 0,21  |      |       |      |     |         |   |    |    |
| 1999 | 36,06 | 47,11 | 7,48  | CDU  |       | 4,93  |          | 1,10  |      |       |      |     |         |   |    |    |
| 2002 | 42,47 | 42,10 | 7,39  | CDU  | 3,45  | 1,15  |          |       |      |       |      |     |         |   |    |    |
| 2005 | 31,04 | 50,81 | 5,58  | CDU  | 4,52  | 3,52  |          |       |      |       |      |     |         |   |    |    |
| 2009 | 30,57 | 42,39 | 8,92  | CDU  | 4,60  | 7,24  |          |       |      |       |      |     |         |   |    |    |
| 2011 | 41,00 | 34,51 | 8,83  | CDU  | 5,20  | 3,21  | 0,41     |       |      |       |      |     |         |   |    |    |
| 2015 | CDS   | 37,78 | PSD   | CDU  | 5,30  | 6,65  | 0,83     | 41,33 | 0,32 |       |      |     |         |   |    |    |
| 2019 | 29,52 | 40,95 | 3,56  | CDU  | 4,66  | 7,43  | 1,54     |       | 0,55 | 2,50  | 0,67 |     |         |   |    |    |
| 2022 | 29,19 | 49,53 | 1,62  | CDU  | 2,98  | 2,82  | 0,83     | 0,60  | 7,30 | 1,92  |      |     |         |   |    |    |
| 2024 | AD    | 35,62 | AD    | CDU  | 29,94 | 2,71  | 2,80     | 1,07  | 1,69 | 17,12 | 2,19 |     |         |   |    |    |

## Aldeias de Montanha do município de Seia
A Câmara Municipal de Seia, juntamente com o CISE, integra a rede de vilas e aldeias de montanha, pequenos lugares dispersos pelo maciço central da Serra da Estrela, no município de Seia.
Pretende-se dinamizar o turismo destes aglomerados, tendo sido criados 14 rotas de percursos pedestres associados.
A rede de Aldeias de Montanha é constituída por 10 povoações:
- Alvoco da Serra
- Cabeça
- Lapa dos Dinheiros
- Loriga
- Póvoa Velha
- Sabugueiro
- Sazes da Beira
- Teixeira
- Valezim
- Vide

## Ilustres nascidos no município
- Afonso Costa (1871-1937), político
- António de Abranches Ferrão (1883-1932), político
- António de Almeida Santos (1926-2016), político
- Avelino Cunhal (1887-1966), historiador e pintor
- Joaquim Mendes Moreira Sacadura (1899-1970), militar
- Joaquim Pina Moura (1952-2020), economista e político
- Helena Abreu (1924 - presente), pintora